# Guide Mayer
Le Guide Mayer (The Art Auctions Dictionary - Le Dictionnaire des Enchères) recensait des milliers de résultats (vente aux enchères d'œuvre d'art) réalisés dans les maisons de ventes internationales. Le guide présentait également les ventes classées par artistes et par techniques.
Édité annuellement depuis 1962, la dernière édition remonte à 2005. Il a été remplacé depuis par un service de cotation d'œuvres d'art en ligne gratuit : artvalue.com, qui est sorti en avril 2007. Ce site regroupe par ailleurs tous les résultats de ventes aux enchères d'objets d'art, de luxe et de collection.
Entre août et septembre 2019, le site est supprimé en raison d'une action en justice de certains photographes de maisons de ventes aux enchères.

## Cotations Mayer
- Estampes
- Aquarelles
- Sculptures
- Dessins
- Peinture
- Photographie

## Philippe Moreno
Après avoir racheté les droits et publié les dernières versions du Guide Mayer entre 2002 et 2005, cet éditeur d'art français est le fondateur de Artvalue en 2007.

### Édition d'art
- 2003 : lithographies de René Magritte
- 2009 : sculptures de René Magritte
- 2009 : lithographies de René Magritte
- 2010 : Mozart et Salieri de Yuri Kuper d'après le texte de Alexandre Pouchkine